# Ecosystem
 (mai 2019).
Ne doit pas être confondu avec Écosystème.
ecosystem est un éco-organisme français issu de la fusion en janvier 2018 de deux éco-organismes, Eco-systèmes et Récylum. Baptisé dans un premier temps et provisoirement « ESR », il a pris le nom ecosystem en octobre 2019.
Le 15 novembre 2006, Éco-systèmes a été agréé par les pouvoirs publics, aux côtés d’autres éco-organismes (Ecologic, ERP et Récylum), pour organiser la filière du traitement des déchets d'équipements électriques et électroniques en France, et gérer leur collecte, leur dépollution et leur recyclage. Avant cette date, ces équipements en fin de vie étaient enfouis avec les autres déchets ou partiellement recyclés sous forme de ferraille.
Éco-systèmes a coordonné et animé de 2006 à 2018 les opérations de ses partenaires de la collecte (distributeurs, collectivités territoriales, acteurs de l’économie sociale et solidaire tels qu’Emmaüs ou Envie) et celles de son réseau de prestataires de transport et de traitement des DEEE. L'entreprise avait également un rôle de sensibilisation aux solutions de collecte des déchets électriques.
Les points de collecte sont notamment disponibles dans les grands magasins et déchetteries.
En 2017, Éco-systèmes a collecté 533 640 tonnes de déchets, contre 109 500 tonnes en 2007.
Depuis sa création, ecosystem a repris les activités d’Eco-systèmes, ainsi que celles de Récylum, dédiées aux ampoules et aux équipements électriques professionnels.
Dans le cadre de la loi AGEC du 10 février 2020, ecosystem s’est vu confier de nouvelles missions. L’éco-organisme doit désormais accompagner le développement en France de la réparation et du réemploi/réutilisation. Pour cela, ecosystem doit soutenir financièrement le réemploi et la réutilisation, par la création d’un fonds dédié, et la mise à disposition des acteurs du réemploi et de la réutilisation d’appareils à réemployer. De la même manière, ecosystem participe a la création d’un fonds réparation dont la finalité est d’augmenter le recours à la réparation en faisant baisser la facture pour les consommateurs via un réseau de réparateurs labellisés QualiRépar. Alimenté par l'éco-participation, le Fonds réparation permet de financer le Bonus Réparation, c'est-à-dire une réduction immédiate sur la facture de réparation des appareils électriques ménagers hors garantie, à condition de recourir à un réparateur du réseau QualiRépar. Ce dispositif a été lancé le 15 décembre 2022.

## Histoire
Eco-systèmes voit le jour le 4 juillet 2005 sous forme de société privée à but non lucratif pour répondre aux exigences de la directive européenne de 2003 sur les DEEE (D3E), les déchets d'équipements électriques et électroniques. Celle-ci fixe à l’ensemble des États membres de l’Union européenne des objectifs concernant les volumes de collecte (4 kg par habitant et par an) et les taux de recyclage par catégorie d’appareils.
Trente-trois actionnaires producteurs et distributeurs d’appareils électriques et électroniques sont à l’origine de la création d’Eco-systèmes. Organisées collectivement dans le cadre de la responsabilité élargie des producteurs (REP), qui leur impose de prendre en charge la fin de vie des produits qu’ils mettent sur le marché, ces entreprises ont choisi de se regrouper au sein d’un éco-organisme pour remplir cette mission.
Le 9 août 2006, Eco-systèmes obtient l’agrément de l’État français pour accomplir les missions de collecte, de dépollution et de recyclage des DEEE sur son territoire pour démarrer son activité à compter du 15 novembre 2006. Cet agrément porte sur une période de trois ans fixée jusqu’au 31 décembre 2009.
Le 15 novembre 2006, l’éco-participation visible est indiquée pour chaque produit neuf disponible dans le commerce (physique et électronique) pour informer le consommateur du coût de collecte et recyclage des anciens appareils. Les consommateurs ont désormais la possibilité de rapporter gratuitement en magasins leurs appareils usagés ou les déposer en déchèterie.
En 2007, première année complète d’activité, Eco-systèmes collecte et recycle 109 500 t de DEEE. Désormais, les gaz à effet de serre contenus dans les réfrigérateurs et les poudres électroluminescentes des téléviseurs cathodiques sont extraits et éliminés dans des centres industriels de traitement répartis sur l’ensemble du territoire français.
En 2009, la collecte d'appareils usagés atteint de 275 000 t, soit l'équivalent de 5,8 kg par habitant et par an. L’objectif européen de 4 kg par habitant est atteint.
Début 2010, les pouvoirs publics renouvellent l'agrément d’Eco-systèmes pour une période de cinq ans, du 1er janvier 2010 au 31 décembre 2014.
En 2013, pour améliorer la collecte zone urbaine dense, Eco-systèmes lance des collectes solidaires en centre-ville, en partenariat avec des acteurs de l'économie sociale et solidaire, en particulier Emmaüs[source secondaire souhaitée].
En 2014, Eco-systèmes collecte 369 564 t de DEEE, soit 7,4 kg par habitant et par an.
Eco-systèmes obtient le renouvellement de son agrément pour la période du 1er janvier 2015 au 31 décembre 2020 selon les dispositions des arrêtés du 2 décembre 2014.
Fin 2016, dix ans après la mise en place de la filière agréée en France, les Français ont recyclé au total 318 424 473 appareils électriques et électroniques avec Eco-systèmes. En 2016, le cap des 10 kg par habitant et par an est franchi[réf. nécessaire].
Le 30 juin 2017, Eco-systèmes et Récylum annoncent leur projet de fusion, effectif au 1er janvier 2018. Quatre arrêtés, publiés au Journal officiel du 19 novembre 2017, transfèrent à la nouvelle société ESR les obligations d'Eco-systèmes et Récylum.
En 2017, Eco-systèmes a collecté 533 640 t de DEEE, soit 69,1 millions d’appareils. Cela représente un taux de collecte de 50 %[réf. nécessaire].
Le 1er janvier 2018, Eco-systèmes et Récylum fusionnent au sein d’ESR. Formellement, les 35 associés d'Eco-systèmes et les 4 de Récylum deviennent actionnaires d'ESR[réf. incomplète]. Cette nouvelle société privée à but non lucratif française est depuis cette date l’éco-organisme qui regroupe les activités d’Eco-systèmes pour les DEEE ménagers et de Récylum pour les lampes, les DEEE professionnels et les petits extincteurs.
ESR prend le nom « ecosystem » en octobre 2019, et devient entreprise à mission en juin 2021.

## Rôles
Les missions qu’un éco-organisme effectue au nom de ses entreprises adhérentes découlent de son agrément par les Pouvoirs publics. En tant qu’éco-organisme, ecosystem est chargé des déchets d'équipements électriques et électroniques (DEEE) ménagers, professionnels, aux ampoules et aux petits appareils extincteurs. Ces déchets sont soumis à une réglementation spécifique dans certains cas.

## Cadre réglementaire
L’Union européenne a défini les conditions de mise sur le marché de ces équipements ainsi que le cadre de la gestion des déchets d’équipements électriques et électroniques (DEEE) à travers la directive 2002/95/CE du 27 janvier 2003 relative aux substances dangereuses contenues dans ces équipements (dite directive RoHS) et la directive 2002/96/CE du 27 janvier 2003 relative aux déchets d’équipements électriques et électroniques.
Ces directives fixent le cadre de la création de filières spécifiques dans les pays membres de l’UE pour la gestion des DEEE fondées sur le principe de responsabilité élargie des producteurs (REP) de ces équipements.
L’éco-participation payée par les producteurs et affichée sur les étiquettes des appareils neufs en France sert à financer le fonctionnement de cette filière dédiée. Versée par le producteur à son éco-organisme pour chaque produit mis sur le marché, elle est « répercutée à l’identique » jusqu’au consommateur, et ne doit faire l’objet ni de marge commerciale, ni de réduction promotionnelle. Toutes les activités d’ecosystem sont réalisées selon les principes de non-lucrativité et d’intérêt général.
La Commission européenne a ainsi révisé ses directives avec la directive 2011/65/UE du 8 juin 2011 (directive RoHS II) et la directive 2012/19/UE du 4 juillet 2012 (directive DEEE II), pour :
- fixer des objectifs de collecte plus ambitieux : à l'horizon 2019 de 65 % du poids moyen d'EEE mis sur le marché national au cours des trois années précédentes, ou bien, alternativement, de 85 % des DEEE générés sur le territoire au cours de l'année précédente (à noter qu’il n'existe actuellement aucune méthodologie permettant d'évaluer la quantité de DEEE générés sur un territoire tel que le territoire français[22].).

La transposition de ces directives en France passe par un dispositif réglementaire qui comprend l’article L.541-10-2  et les articles R.543-172 à R.543-206 du Code de l’environnement pris notamment par le décret no 2014-928 du 19 août 2014 et complété par plusieurs arrêtés.
La filière de collecte et de recyclage des DEEE est ainsi opérationnelle en France depuis le 15 novembre 2006 pour les DEEE ménagers, date à laquelle Eco-systèmes a commencé à opérer.
Promulguée en 2020, la loi AGEC fait évoluer les filières « REP » et ainsi le périmètre d’action d’ecosystem en l’élargissant à l’allongement de la durée de vie des appareils par le réemploi et la réparation (articles R.541-99 à R.541-110 Code de l’environnement). La création de fonds, auxquels les producteurs contribueront par l’intermédiaire de leur adhésion à l’éco-organisme, permettra de financer et développer le réemploi/réutilisation et la réparation.

## Statuts et gouvernance
ecosystem est une société privée à but non lucratif agréée par les pouvoirs publics français.
ecosystem est détenu par plusieurs entreprises : des fabricants, importateurs et distributeurs sous leur propre marque — regroupés sous le terme de « producteurs » — qui mettent sur le marché des équipements, et compte plus de 4 600 adhérents.
ecosystem est depuis juin 2021 une entreprise à mission. Une raison d’être est intégrée à ses statuts depuis juin 2020, et déclinée en cinq objectifs sociaux et environnementaux depuis juin 2021.

## Moyens
Selon le principe de responsabilité élargie du producteur, le prix de vente des produits mis sur le marché intègre l’éco-participation de façon visible et séparée du prix total du produit, destinée à payer une partie du coût de la réparation de leur impact sur l’environnement.
La REP reporte ainsi sur le consommateur par l'intermédiaire du producteur, l’essentiel de la charge financière des coûts d'élimination des déchets d’équipements ménagers qu'il génère.
En 2018, ESR gérait un budget compris entre 280 et 300 millions d'euros, issu d’une part des contributions versées par les producteurs — et payées par le consommateur pour les équipements ménagers — d’autre part des recettes générées par les nouvelles matières produites par le recyclage.

## Lobbying
Éco-systèmes déclare à la Haute Autorité pour la transparence de la vie publique exercer des activités de lobbying en France pour un montant qui n'excède pas 50 000 euros sur l'année 2017. Les dépenses engagées au titre de l'exercice 2018 n'ont pas été déclarées.

## Critiques
En 2009, le Conseil général de l’environnement et du développement durable (CGEDD) reproche à la filière des déchets d’équipements électroniques et électriques, et notamment à Éco-systèmes et Récylum des manquements aux règles de concurrence envers les partenaires de la filière, et la pratique d'une rémunération injuste (au prorata des mises sur le marché, et non des déchets effectivement collectés). Le CGEDD indique aussi que la part du montant récolté avec les éco-participations, et reversée aux collectivités et entreprises est faible.